# Blauwe Linie

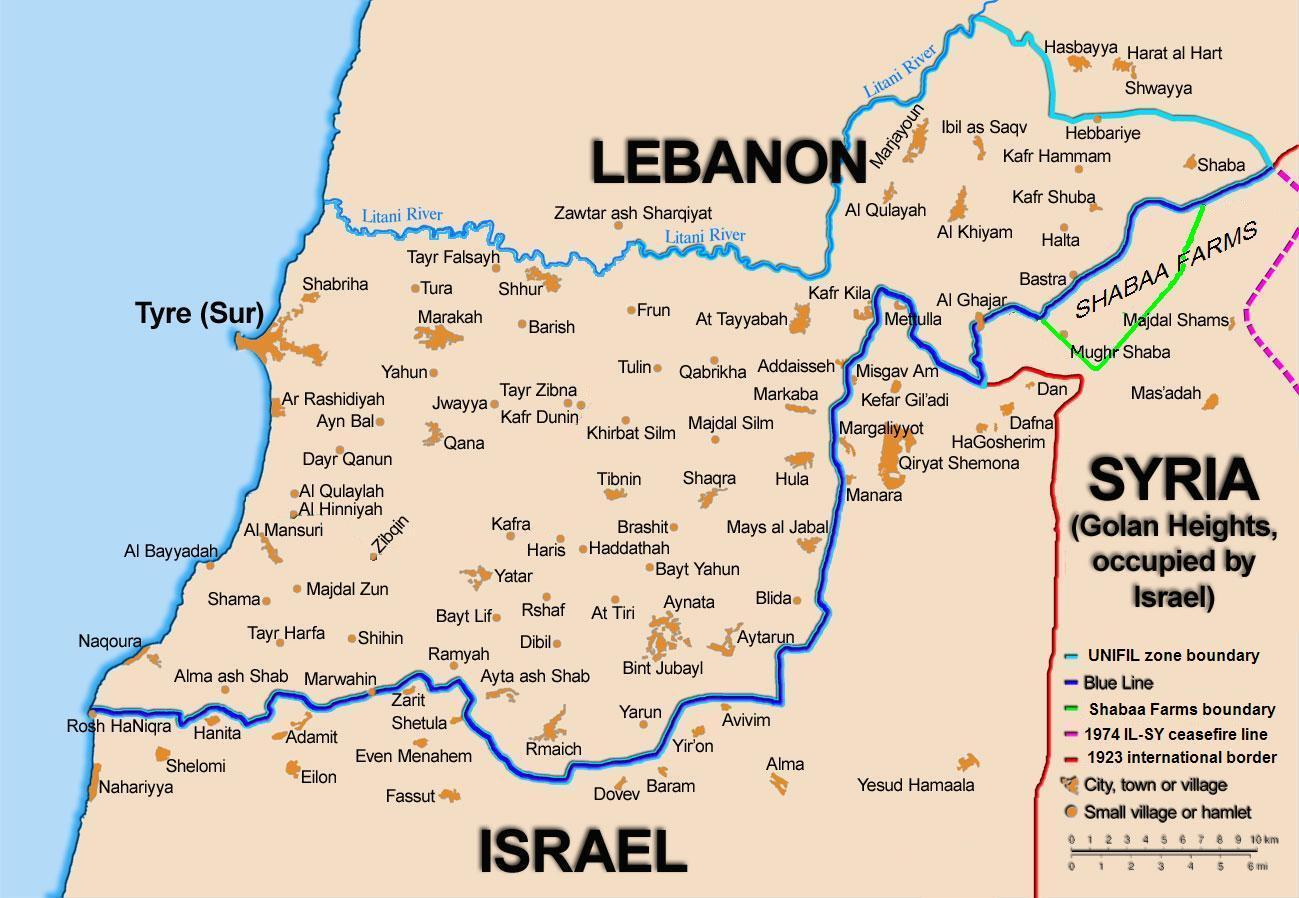
De Blauwe Linie

De Blauwe Linie of Blauwe Grens is een door de Verenigde Naties (VN) vastgestelde demarcatielijn tussen Israël en Libanon. 
In 1978, tijdens de Libanese Burgeroorlog, werd het zuiden van Libanon bezet door het Israëlisch defensieleger (IDF). Op 25 mei 2000 trok het IDF zich volledig terug uit Libanon, Libanon bestreed dat de terugtrekking volledig was. Hierop besloot de VN in overleg met Libanon en Israël om een grens vast te stellen en zo te bepalen of Israël zich volledig had teruggetrokken. Op 7 juni 2000 werd deze - voorlopige - grens door de VN vastgesteld en - zij het met enige reserve - erkend door Israël en Libanon. Op 16 juni stelde de Veiligheidsraad van de VN vast dat Israël had voldaan aan zijn verplichtingen. Het had zijn troepen volledig uit Libanon teruggetrokken conform de Blauwe Linie en daarmee tevens voldaan aan Resolutie 425 van de VN. De grenslijn is tot nu een bron van conflict tussen beide landen, de Libanese Hezbollah erkent de VN-grens niet. Het Israëlische leger en leden van Hezbollah overschrijden de grens regelmatig. Het IDF voert missies uit om opslagplaatsen en lanceerinrichtingen van Hezbollah op te sporen en te vernietigen. Hezbollah overschrijdt de grens regelmatig in pogingen om Israëlische militairen te ontvoeren. Het gebied wordt door VN-troepen - UNIFIL - bewaakt, maar veel effect heeft deze bewaking niet.
Volgens de VN is de "Blue Line" geen grens, maar een lijn waarachter Israël zich dient terug te trekken. De officiële grens tussen Libanon en Israël dient nog nader te worden bepaald. De VN, Libanon en Israël zullen in onderling overleg deze grens vastleggen, hetgeen uiteraard niet eenvoudig zal zijn.